# Antal Gézáné Opzoomer Adél
Antal Gézáné, született Opzoomer Adél Sofia Cornélia; írói neve: A. S. C. Wallis (Utrecht, 1856. július 12. – Rotterdam, 1925. december 27.) holland–magyar író, műfordító.

## Életrajza

Antal Gézáné Opzoomer Adél portréja az Ország-Világ 1889. december 14-ei számában

Apja Cornelis Willem Opzoomer holland jogász, utrechti egyetemi tanár volt. 1888-ban lett Antal Géza későbbi református püspök felesége, és már fiatalon elsajátította a magyar nyelvet. 1919-ig élt Magyarországon, majd férjével visszaköltözött Hollandiába. Útközben ellopták poggyászát és négy teljesen elkészült kéziratának, hosszú évek fáradságos munkájának nyoma veszett. 1923 nyarán tollforgató jobb karja megbénult.
Első irodalmi kísérlete két, német nyelven megjelent tragédia volt: Der Sturz des Hauses Alba és Johann de Will, egyik Hollandia szabadságharcának, a másik pedig az ország hatalma tetőpontjának korából. Magyar és holland nyelven is írt, a holland irodalom egyik kiemelkedő alakja. Ugyanakkor a magyar irodalmat is elkötelezetten népszerűsítette Hollandiában, lefordította holland nyelvre Madách Imre Ember tragédiáját, a művet Zichy Mihály rajzaival a Het Nieuws van den Dag című amszterdami előkelő napilap adta ki és egy év lefolyása alatt a negyvenezer példányos kiadás teljesen elfogyott. 1887-ben még önálló tanulmányt is írt Az ember tragédiájához, melynek magyar fordítása, Erdélyi Károly munkája, 1914-ben jelent meg a Magyar Könyvtár 719. köteteként. 1905-ben a Wesselényi-féle összeesküvés történelmi hátterével egy szomorújátékot írt Een Hongaarse samenzwering címmel. 
Több magyar költő (Petőfi Sándor, Arany János, Tompa Mihály, Tóth Kálmán) számos versét is lefordította, és a költőkről ismertetőket írt a De Gids című folyóiratba. Mint író, történelmi tárgyú regényeivel és drámáival szerzett hírnevet. Magyar fordításban csak néhány kisebb értekezése és Szerelmi álom 1795-ben c. regénye jelent meg.

## Művei
- De tragedie van den Mensch. Dramatisch gedicht (Az ember tragédiája); hollandra ford., bev. A. S. C. Wallis; Beijers–Dannenfelser, Amsterdam, 1887
- Anonymus; s.n., s.l., 1910
- Az ember tragédiája; ford. Erdélyi Károly; Lampel, Bp., 1914 (Magyar könyvtár)
- Emerich Madach: De tragedie van den mensch; hollandra ford. A. S. C. Wallis, bev. Kees Meijer; Maatschappij voor Goede en Goedkoope Lectuur, Amsterdam, 1922
- Alexander Petőfi: Gedichten; ford. A. S. C. Wallis, bev. Antal Géza; Tjeenk Willink, Haarlem, 1924